# Пежма (станция)
Пежма — железнодорожная станция Сольвычегодского региона Северной железной дороги на 84,2 км участка
Коноша-I — Вельск (через ст. Можуга). Находится в посёлке при станции Пежма муниципального образования «Пежемское» в Вельском районе Архангельской области.
Производится посадка и высадка пассажиров на (из) поезда пригородного и местного сообщения.

## География
Расстояние до узловых станций (в километрах): Коноша I — 84, Вельск — 20.
Соседние станции (ТР4): 297101 78 км и 297648 91 км

## История
Начало работы станции датируется 1958 годом.

## Пригородное сообщение
Через станцию проходят пригородные поезда Кулой — Коноша-1 и Коноша-1 — Кулой (1 пара поездов в сутки).